# Uma Boco
Uma Boco (Umaboku, Umaboco, Uma Boco, auch Natarbora, Matarbora) ist ein osttimoresischer Ort und Suco im Verwaltungsamt Barique (Gemeinde Manatuto).

## Der Ort

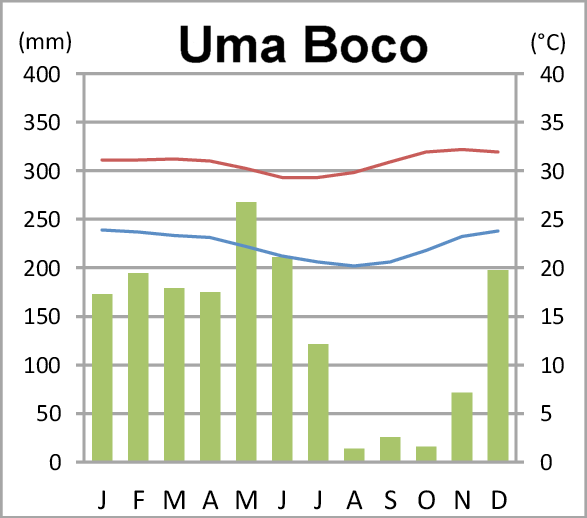
Klimadiagramm

Uma Boco ist der Verwaltungssitz des Verwaltungsamts Barique.
Der Ort bildet an der Ostgrenze des Sucos ein Siedlungszentrum aus mehreren kleinen Ortschaften. Neben Uma Boco sind das Fehuc Rin (Fahikrin, Fehucrin), jenseits der Grenze im benachbarten Suco Aubeon die Ortschaften Buburlolon (mit der hiesigen Vorschule), Wemaubodak und Waicadi (mit der regionalen Sekundärstufenschule und einen Hubschrauberlandeplatz) und im Suco Fatuwaque (Abatoan) die Ortschaften Camedar und Ranac.
Uma Boco liegt im Landesinneren Timors auf einer Meereshöhe von 122 m, etwa 84 km in Luftlinie südöstlich von der Landeshauptstadt Dili und knapp 16 km südlich vom Ort Barique.
Drei überregionale Straßen treffen in Uma Boco aufeinander. Nach Osten führt eine Straße nach Viqueque (48,8 Straßenkilometer), nach Westen eine nach Betano (48,5 km) und nach Norden eine Straße in die Gemeindehauptstadt Manatuto (85,2 km).

## Der Suco

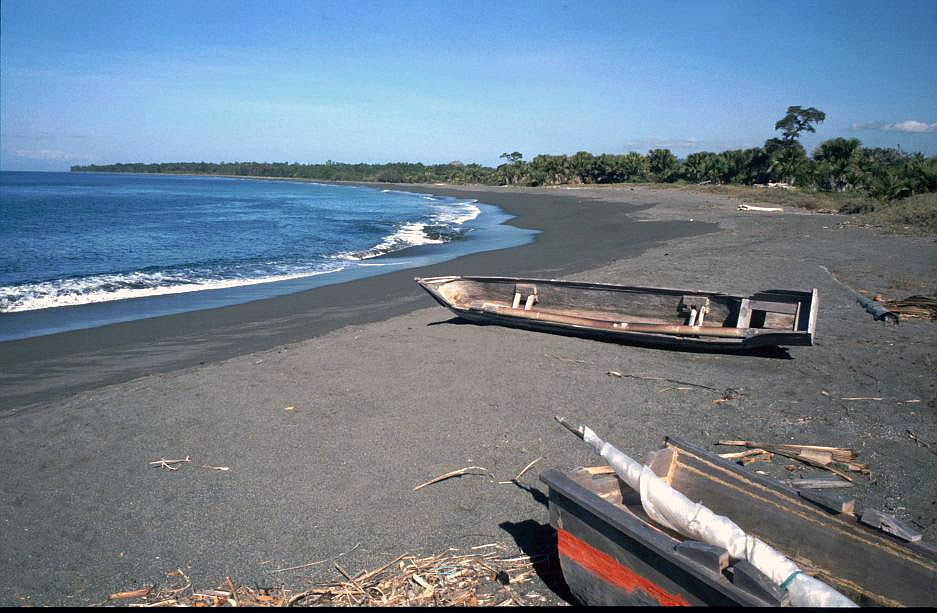
Strand bei Uma Boco

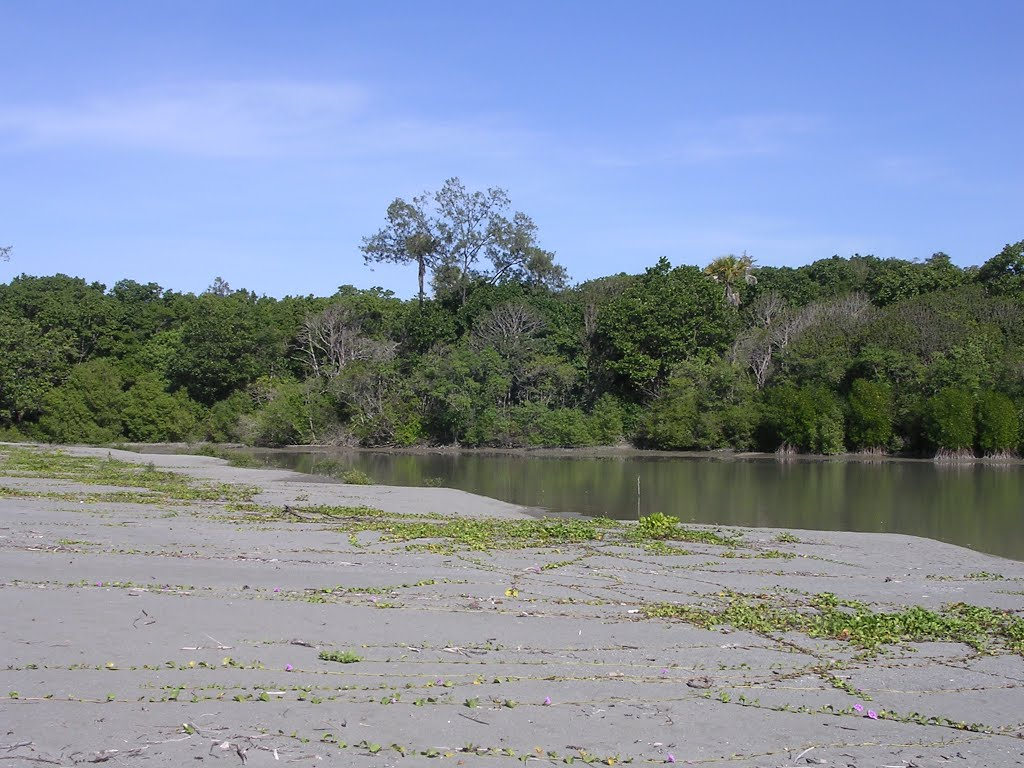
Die Lagune Naan Kuro

Vor der Gebietsreform 2015 hatte Uma Boco eine Fläche von 41,45 km². Nach der Gebietsreform waren es 85,49 km². 2017 wurde der Suco Sikone-Diloli von Uma Boco abgetrennt. Da genauere Angaben hier noch fhlenm, beziehen sich die folgenden Angaben auf die Zeit bis 2017.
Eine Brücke führt im Westen über den Fluss Sáhen, der die Grenze zum Suco Clacuc (Verwaltungsamt Fatuberlio, Gemeinde Manufahi) bildet. Dessen Nebenfluss Laniara bildet die Nordwestgrenze zum Suco Manehat. Im Nordosten grenzt Uma Boco an den Suco Fatuwaque und im Osten an den Suco Aubeon. Im Süden liegt die Timorsee. Im Osten der Küste beginnt die Lagune Naan Kuro.
Neben dem Siedlungszentrum um den Ort Uma Boco liegt weiter westlich noch das Dorf Camedar, das nicht identisch mit Camedar im Suco Fatuwaque ist. Im Suco befinden sich ein kommunales Gesundheitszentrum, drei Grundschulen und eine für die Sekundarstufe vorbereitende Schule. Bereits während der indonesischen Besatzungszeit wurde hier eine Hochschule für Landwirtschaft gegründet, die aber in der Gewaltwelle 1999 im Umfeld des Unabhängigkeitsreferendums zerstört wurde. Nach dem Abzug der Indonesier wurde die Hochschule wieder aufgebaut. Heute lernen hier 160 Studenten.
Uma Boco teilt sich in die zwei Aldeias Halibur (bis 2017 Aimeta Laran) und Fehuc Rin.
Das Gebiet im Süden Timors ist fruchtbar, wird aber regelmäßig von Überschwemmungen heimgesucht. Die Küstenregenwälder gehören zur Region Nancuro. Im Norden befindet sich die Important Bird Area der Berge Makfahik und Sarim.

## Einwohner

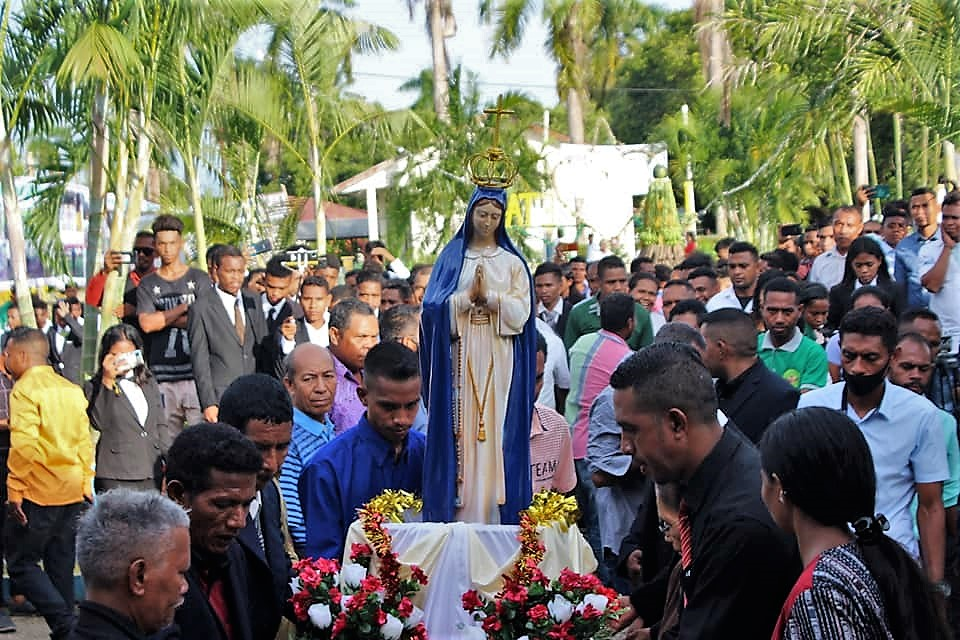
Einweihung der Mariengrotte in Natarbora (2021)

In Uma Boco leben 1.797 Einwohner (2022), davon sind 922 Männer und 875 Frauen. Im Suco gibt es 342 Haushalte. 80 % der Einwohner geben Tetum Terik als ihre Muttersprache an. Über 3 % sprechen Habun, fast 3 % Tetum Prasa, 2,5 % Mambai, Minderheiten Makasae, Tokodede, Galoli, Bunak, Baikeno, Idaté, Kairui, Lakalei, Kemak, Fataluku, Atauru oder Midiki.

## Geschichte

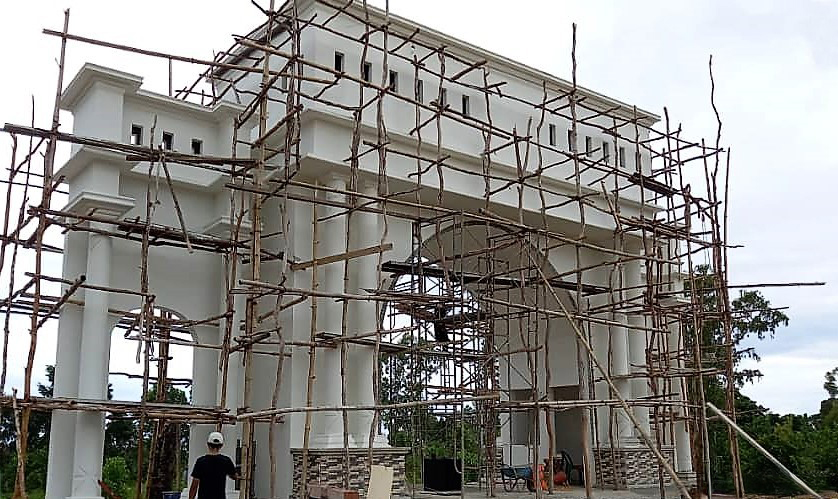
Bauarbeiten am Heldenfriedhof von Natarbora (2023)

Uma Boco war 1976 ein Rückzugsgebiet der FALINTIL, die gegen die indonesischen Invasoren kämpfte. Hier gründete sie eine base de apoio, eine Widerstandsbasis, die Zuflucht für Flüchtlinge aus Manatuto, Same, Dili, Liquiçá und Ermera bot. Später wurde die Basis von den Indonesiern zerstört.

## Politik
Bei den Wahlen von 2004/2005 wurde Manuel da Costa zum Chefe de Suco gewählt. Bei den Wahlen 2009 gewann Feliciano Baptista und wurde 2016 in seinem Amt bestätigt.